# Ophelia (Vorname)
Ophelia (altgriechisch: Ὠφελία Ōphelía) ist ein weiblicher Vorname.

## Herkunft und Bedeutung
Der Name Ophelia leitet sich vom griechischen Wort ὠφέλεια ōphéleia „Hilfe“, „Nutzen“ ab. Dieser altgriechische Name wurde vom italienischen Renaissance-Dichter Jacopo Sannazaro im Gedicht Arcadia verwendet und erlangte so neue Bekanntheit. Etwa ein Jahrhundert später griff William Shakespeare den Namen Ophelia in seinem Drama Hamlet wieder auf.

## Verbreitung
Seit dem 19. Jahrhundert wird der Name wieder häufiger als Vorname vergeben.
In Deutschland ist der Name verhältnismäßig selten, erfreut sich jedoch in den vergangenen Jahren wachsender Beliebtheit. Am häufigsten wurde der Name in Heidelberg vergeben.

## Varianten
- Aserbaidschanisch: Ofeliya
- Bulgarisch: Офелия Ofelija
- Französisch: Ophélie
- Isländisch: Ófelía
- Italienisch: Ofelia
- Portugiesisch: Ofélia
- Russisch: Офелия Ofelija
- Spanisch: Ofelia
- Ukrainisch: Офелія Ofelija

## Namensträgerinnen

### Ofelia
- Ofelia Hooper (1900–1981), panamaische Soziologin und Dichterin
- Ofelia Nieto (1898–1931), spanische Opernsängerin
- Ofelia Ramón (1924–2014), venezolanische Sängerin
- Ofelia Uribe de Acosta (1900–1988), kolumbianische Politikerin und Suffragette
- Ofelia Zepeda (* 1952 oder 1954), US-amerikanische Autorin, Angehörige der Tohono O’Odham

### Ofélia
- Ofélia Marques (1902–1952), portugiesische Malerin, Karikaturistin und Illustratorin

### Ophelia
- Ophelia Hoff-Saytumah, liberianische Kommunalpolitikerin, Unternehmerin und  Bürgermeisterin der Hauptstadt Monrovia (2001–2009)
- Ophelia Lovibond (* 1986), britische Schauspielerin
- Ophelia Johanna Nick (* 1973), deutsche Politikerin, Veterinärin und Unternehmerin
- Ophelia Preller (* 1998), deutsche Kanutin
- Ophelia Shtruhl (1940–2022), israelische Schauspielerin
- Ophelia Vilarova (* 1960), deutsche Tänzerin und Choreografin

### Ophélie
- Ophélie David (* 1976), französische Freestyle-Skisportlerin
- Ophélie-Cyrielle Étienne (* 1990), französische Schwimmerin
- Ophélie Gaillard (* 1974), französische Cellistin
- Ophélie Meilleroux (* 1984), französische Fußballspielerin
- Ophélie Stermann, Pseudonym der französischen Schauspielerin Catherine Stermann (1949–1985)
- Ophélie Winter (* 1974), französische Popsängerin und Schauspielerin